# Eino Virtanen (Ringer)
Eino Mauno Virtanen (* 19. August 1908 in Uskela; † 3. Dezember 1980 in Helsinki) war ein finnischer Ringer, zweifacher Olympiateilnehmer und Europameister von 1946.

## Erfolge
- 1936, Bronzemedaille, OS in Berlin, GR, bis 72 kg, hinter Rudolf Svedberg, Schweden und Fritz Schäfer, Deutschland
- 1939, 3. Platz, EM in Oslo, GR, bis 72 kg, hinter Fritz Schäfer und Edgar Puusepp, Estland
- 1946, 1. Platz, EM in Stockholm, GR, bis 79 kg, vor Mahmut Ceterez, Türkei und Axel Grönberg, Schweden
- 1948, 6. Platz, OS in London, GR, bis 67 kg, hinter Gustav Freij, Schweden, Aage Eriksen, Norwegen, Károly Ferencz, Ungarn, Charif Damage, Libanon und Johannes Munnikes, Niederlande

## Finnische Meisterschaften
Eino Virtanen rang in Finnland für folgende Vereine: Turun Toverit, Helsingin Kisa-Veikot, Helsingin Paini-Miehet und Jyväskylän Voimailijat.
- 1936, 1. Platz, GR, bis 72 kg, vor Antti Mäki und Juho Kinnunen
- 1937, 2. Platz, GR, bis 72 kg, hinter Antti Mäki und vor Oiva Sironen
- 1939, 1. Platz, GR, bis 72 kg, vor Tauno Lempinen und Tauno Pehkonen
- 1943, 1. Platz, GR, bis 72 kg, vor Juho Kinnunen und Tuomo Sandberg
- 1945, 1. Platz, GR, bis 72 kg, vor Juho Kinnunen und Lauri Kangas
- 1946, 3. Platz, GR, bis 72 kg, hinter Veikko Männikkö und Santeri Keisala
- 1946, 1. Platz, FS, bis 72 kg, vor Pekka Talikka und Heikki Sepponen
- 1947, 2. Platz, GR, bis 73 kg, hinter Matti Simanainen und vor Veikko Tarvainen

Somit wurde er insgesamt fünf Mal finnischer Meister.